# Lectura fácil (novela)
Lectura fácil es una novela de la escritora española Cristina Morales, publicada en 2018 por editorial Anagrama. La obra fue un éxito comercial y crítico, galardonada con el Premio Herralde de Novela 2018 y el Premio Nacional de Narrativa 2019. La trama gira en torno a cuatro mujeres con discapacidad intelectual que conviven en un piso tutelado de la Generalitat en Barcelona, durante el tiempo de la alcaldía de Ada Colau. Se describe la vida cotidiana de estas mujeres, sus necesidades económicas y afectivas, las asambleas anarquistas, las clases de danza o las declaraciones judiciales.
La estructura de la novela intercala distintos géneros textuales, desde un fanzine anarquista y actas judiciales hasta mensajes de WhatsApp escritos en lectura fácil.

## Escritura y publicación
De acuerdo a la autora, su intención al escribir la obra era "hacer un repaso de cómo se ha sistematizado el señalamiento y la marginación del diferente, de aquel miembro de la sociedad que no responde a la normatividad". Morales planeaba titular la novela "Ni amo, ni dios, ni marido, ni partido, ni de fútbol", frase incluida finalmente en la portada del libro, pero decantó por Lectura fácil al considerar que representaba de forma satisfactoria varias secciones del libro.
El libro originalmente iba a ser publicado por la editorial Seix Barral, que había comisionado la novela a Morales. Pero al leer la obra, los editores le pidieron a Morales que editara nombres y retirara las partes más controvertidas del texto, lo que equivalía a eliminar centenares de páginas y porciones completas de la novela, pedidos a los que Morales se negó y que la llevaron finalmente a desistir de publicarla con la editorial.

## Recepción

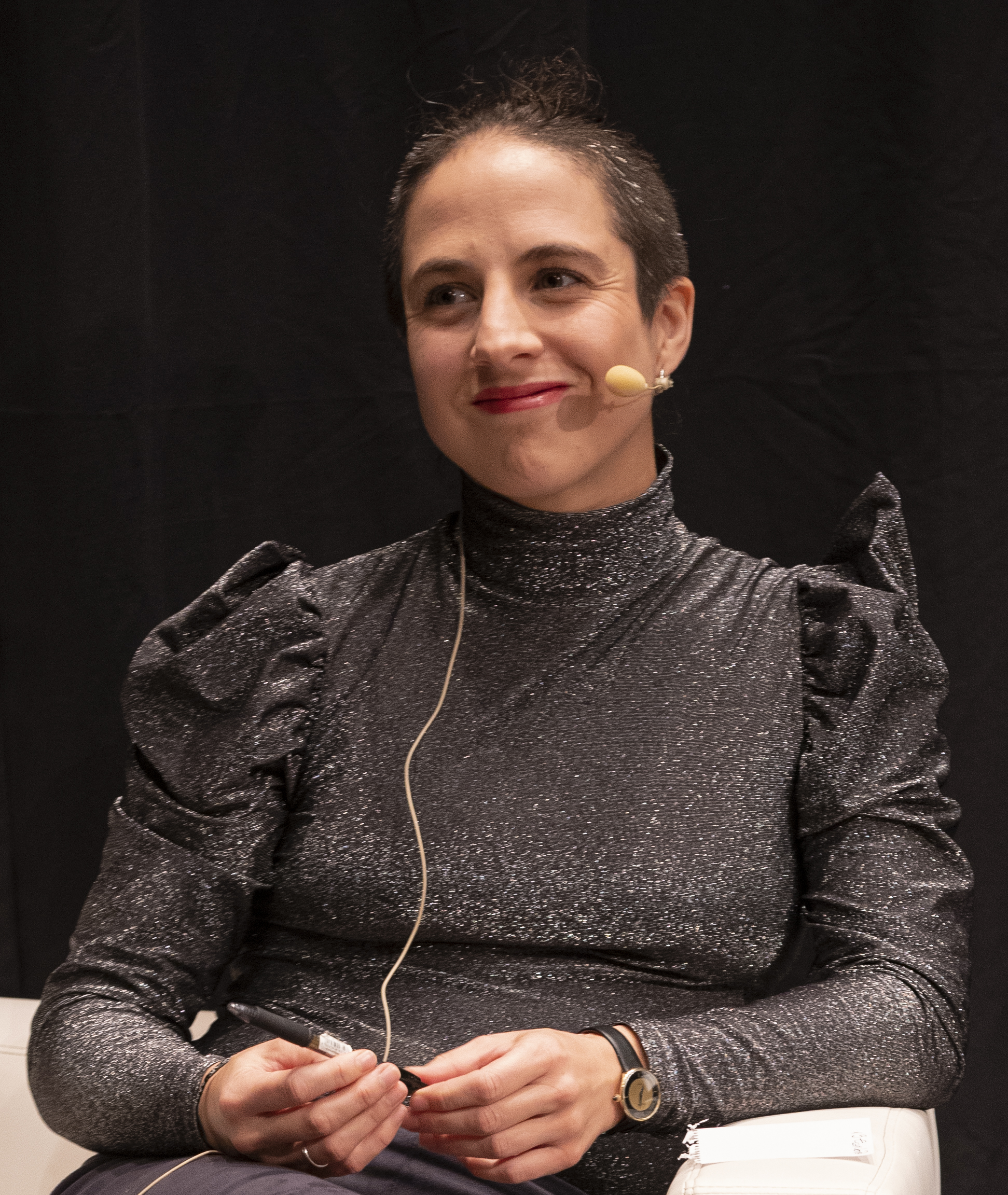
Cristina Morales en 2019

La obra ganó el Premio Herralde de Novela en su edición de 2018, convirtiendo a Morales en una de las autoras más jóvenes en ganar dicho galardón. Marta Sanz, quien fue parte del jurado del premio, se expresó de la novela afirmando: "Cristina Morales impugna un canon de normalidad económico, social, político, moral, educativo. Y lo hace a través de una motosierra estilística que, a su vez, impugna el canon de normalidad literaria".
En octubre de 2019 la novela a su vez ganó el Premio Nacional de Narrativa. En su decisión, el jurado aseveró que le otorgaba el galardón "Por tratarse de una propuesta radical y radicalmente original, que no cuenta con una genealogía en la literatura española y que destaca por la recreación de la oralidad, unos personajes extraordinarios y su lectura del contexto político en el que se desarrolla".
Carlos Pardo, en El País, calificó la obra como un "hito de la novela reciente en español" y "una de las más sorprendentes y eficaces novelas realistas de los últimos años". Destacó de forma particular el uso de la ironía como recurso narrativo y su maestría para construir personajes que no devinieran en caricaturas por las temáticas abordadas, entre ellas el fascismo, la resistencia sexual, el machismo y el despertar de la consciencia política. Elogios similares recibió en la reseña de El Cultural, escrita por Nadal Suau, quien se refirió a la escritura de Morales como "demoledora, desbordante" y que abordó al carácter de incómodo del texto, poblado de sarcasmo, incorrección política y críticas a distintos sectores políticos.
A finales de 2019, el diario español El País la ubicó en el puesto 43 en su lista de los 100 mejores libros del Siglo XXI.